# Bruno Giordano
Bruno Giordano (Roma, Italia, 13 de agosto de 1956) es un exfutbolista y entrenador italiano. Jugaba de delantero y actualmente es comentarista deportivo en el canal televisivo italiano La7.

## Trayectoria
Nacido en el barrio popular de Trastevere, Giordano comenzó en la cantera de la Lazio, para luego pasar al primer equipo en 1975 (debutando con un gol frente a la Sampdoria). En 1980 se vio salpicado por un escándalo de apuestas ilegales, conocido en Italia como "Totonero": fue condenado a tres años y seis meses de suspensión, pero gracias a la amnistía concedida por la justicia deportiva después de la victoria italiana en el Mundial de 1982, en 1982/83 volvió a la Lazio, que había sido relegada a la Serie B por el mismo escándalo.

En 1985 fichó con el Napoli de Maradona: con él y Careca formó el tridente de ataque Ma.Gi.Ca.. En Nápoles ganó un Scudetto y una Copa de Italia. Sus últimos equipos como jugador fueron el Ascoli y el Bologna.
Como entrenador debutó en 1993 en el Monterotondo, equipo que entonces militaba en Serie D (5.ª división). Hizo su debut en Serie A con el Messina en la temporada 2006/07.

## Selección nacional
Fue internacional Sub-21 en 16 ocasiones con 8 tantos, y jugó 58 partidos con la Selección Italiana, marcando 35 goles.

## Clubes

### Como futbolista
| Club          | País   | Año       |
| ------------- | ------ | --------- |
| SS Lazio      | Italia | 1975-1980 |
| SS Lazio      | Italia | 1982-1985 |
| SSC Napoli    | Italia | 1985-1988 |
| Ascoli Calcio | Italia | 1988-1989 |
| Bolonia FC    | Italia | 1989-1990 |
| Ascoli Calcio | Italia | 1991-1992 |

### Como entrenador
| Club                | País   | Año       |
| ------------------- | ------ | --------- |
| Monterotondo Calcio | Italia | 1993-1994 |
| Fano Calcio         | Italia | 1995-1996 |
| F. C. Crotone       | Italia | 1996-1997 |
| Frosinone Calcio    | Italia | 1997-1998 |
| AC Ancona           | Italia | 1998-1999 |
| AG Nocerina         | Italia | 1999-2000 |
| AC Lecco            | Italia | 2000-2001 |
| Tivoli Calcio       | Italia | 2001-2002 |
| L'Aquila Calcio     | Italia | 2002-2003 |
| AC Reggiana         | Italia | 2003-2005 |
| US Catanzaro        | Italia | 2005-2006 |
| FC Messina          | Italia | 2006-2007 |
| Pisa Calcio         | Italia | 2009      |
| Ternana Calcio      | Italia | 2011      |

## Palmarés

### Campeonatos nacionales
| Título         | Club       | País   | Año     |
| -------------- | ---------- | ------ | ------- |
| Serie A        | SSC Napoli | Italia | 1986-87 |
| Copa de Italia | SSC Napoli | Italia | 1986-87 |

### Distinciones individuales
| Distinción                   | Año     |
| ---------------------------- | ------- |
| Capocannoniere de la Serie A | 1978-79 |

### Cualidades
Un once clásico de la época, rápido, hábil y técnico. Era el goleador ideal para un equipo chico y que jugaba a la contra.